# Actitis macularius
El playero manchado o andarríos maculado  (Actitis macularius) es una especie de ave Charadriiforme de la familia Scolopacidae. Es una pequeña ave limícola, de 18-20 cm de largo. Junto con su especie hermana, el Actitis hypoleucos forman el género Actitis. Ambas especies viven en áreas geográficamente separadas, pero pueden hibridarse. Recibe su nombre por el gracioso y continuo movimiento que hace con su cola, debido al cual parece que no estuviera bien equilibrada.

## Distribución
Cría cerca del agua dulce en Canadá y Estados Unidos. Son migratorias hacia el sur de EE. UU. y de Sudamérica, y muy raras divagando por el oeste de Europa. No son gregarias.

## Descripción
Esta ave tiene una postura horizontal, patas cortas amarillentas, y pico naranja con un punto negro, robusto de dos tonos y posee el aparato reproductor más grande de las aves.
El color de su plumaje es pardo verdoso en el dorso, con la parte inferior clara, que se vuelve muy manchada durante el verano; las hembras tienen manchas más grandes y más negras. 

## Comportamiento
En el suelo, se sacude y bambolea cuando busca alimento. 
La hembra corteja al macho para lo cual despliega su cola y hace vibrar sus alas. Algunas hembras se aparean hasta con cuatro machos en una temporada y entregan muy pocos cuidados maternales. Los incuban a todos.
Forrajean en tierra o agua; también comen insectos en vuelo; crustáceos y otros invertebrados. Como buscan alimento, son reconocidos por sus constantes cabeceos y bamboleos.

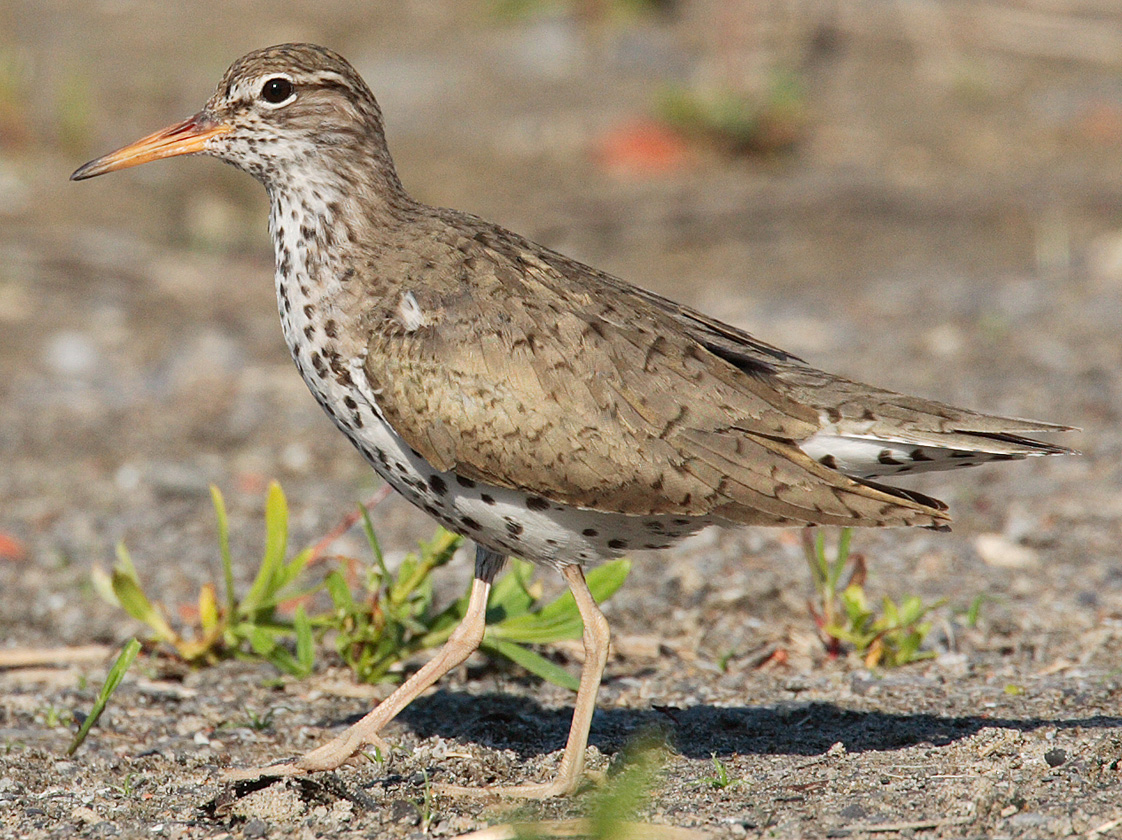
Vista frontal
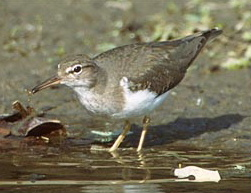
Plumaje fuera de época de cría
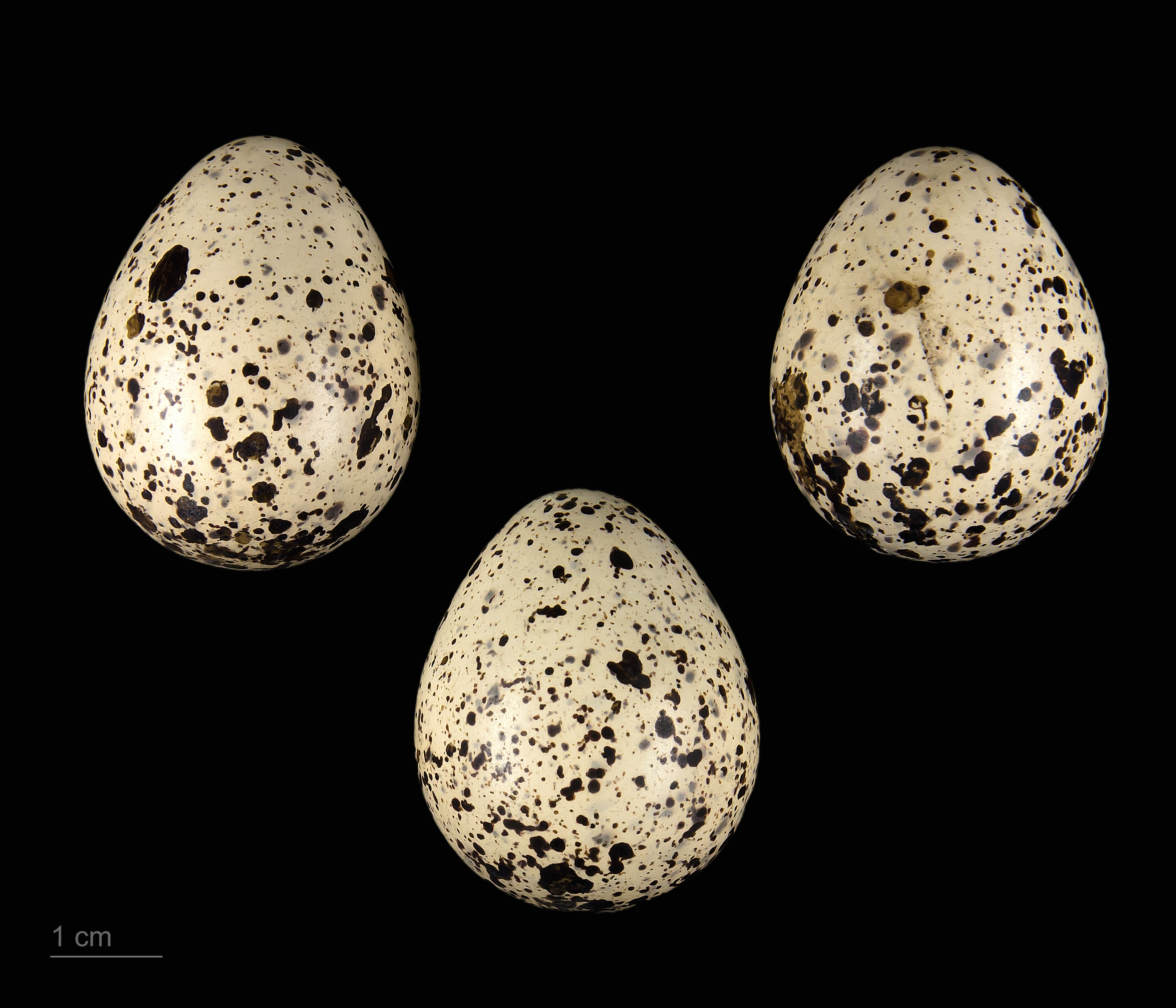
Actitis macularius - MHNT